# سولیوو
سولیوو شهری در استان گابرووو کشور بلغارستان است که جمعیت آن در سال ۲۰۰۱ میلادی ۲۴٬۷۷۵ نفر بوده‌است.